# Samuel Barnett
Pour les articles homonymes, voir Samuel Barnett (homonymie) et Barnett.
Samuel Barnett né le 8 février 1844 à Bristol dans le Gloucestershire et mort le 17 juin 1913 à Londres, est un prêtre anglican britannique, célèbre pour avoir fondé la première Settlement House, le Toynbee Hall. Il est un précurseur du christianisme social.

## Biographie

### Jeunesse et formation
Samuel Augustus Barnett est le fils aîné de Francis Augustus Barnett, un manufacturier, et de Mary Gilmore Barnett, issue d'une lignée de riches marchands. En 1862, après une scolarité donnée à domicile par des précepteurs, Samuel Augustus Barnett est accepté au Wadham College à Oxford, il y obtient son baccalauréat universitaire (licence) en 1865, puis après un voyage en 1867 aux États-Unis, il reprend ses études au Winchester College où il soutient avec succès son Master of Arts en 1869,.

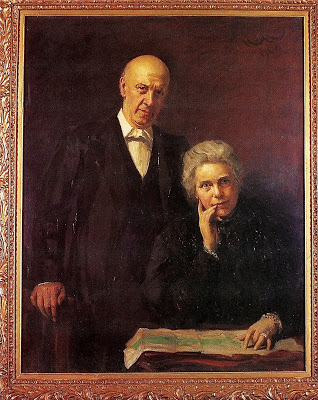
Samuel et Henrietta Barnett

### Carrière
De retour de son voyage aux États-Unis, un peu avant ses 24 ans, il est ordonné diacre pour servir à la paroisse St Mary's, Bryanston Square (en) dirigée par William Fremantle (nephew) (en) qui sera plus tard le doyen de Ripon.
À ses 29 ans, sur sa demande auprès de l’évêque de Londres, il est nommé vicaire de la paroisse Saint Jude à Whitechapel, l'une des pires paroisses du diocèse, connue pour être mal famée,.
À la même période il épouse Henrietta Rowland, âgée de 21 ans.
Il crée le Toynbee Hall, premier Settlement House (« Centre d'activités sociales ») résidence qui a pour objectif de réunir les riches et les pauvres pour vivre plus étroitement ensemble pour former une communauté solidaire au sein de la société.
Samuel Barnett et sa femme créent un fond en 1878 pour aider les enfants durant les vacances et en 1898 ils fondent la galerie d'art de Whitechapel. En 1893, Samuel Barnett quitte Londres pour la cathédrale de Bristol où il sert en tant que chanoine. En 1906, il rejoint l'abbaye de Westminster où il est encore chanoine.

### Vie privée
Il meurt en 1913.

### Notices dans des encyclopédies et manuels de référence
- (en-GB) William Henry Beveridge, Voluntary Action: A Report on Methods of Social Advance, Londres (réimpr. 2014, aux éd.  Routledge) (1re éd. 1948, aux éd. G. Allen & Unwin), 423 p. (ISBN 9781138828247, lire en ligne), p. 179-180,
- (en-US) Herbert Stroup, Social Welfare Pioneers, Chicago, Nelson-Hall, 1er janvier 1985, 309 p. (ISBN 9780882292120, lire en ligne), p. 63-91,
- (en-GB) Brian Howard Harrison (dir.), Oxford Dictionary of National Biography, V. 3. Avranches-Barnewall, Oxford University Press, 23 septembre 2004, 1036 p. (ISBN 9780198614111, lire en ligne), p. 1029-1030,

### Articles
- (en-GB) Lionel F. Ellis, « Toynbee Hall and the University Settlement », ournal of the Royal Society of Arts, Vol. 96, No. 4762,‎ 13 février 1948, p. 167-178 (12 pages) (lire en ligne ),
- (en-US) Emily K. Abel, « Middle-Class Culture for the Urban Poor: The Educational Thought of Samuel Barnett », Social Service Review, Vol. 52, No. 4,‎ décembre 1978, p. 596-620 (25 pages) (lire en ligne ),
- (en-US) Emily K. Abel, « Toynbee Hall, 1884-1914 », Social Service Review, Vol. 53, No. 4,‎ décembre 1979, p. 606-632 (27 pages) (lire en ligne ),
- (en-US) Robert C. Reinders, « Toynbee Hall and the American Settlement Movement », Social Service Review, Vol. 56, No. 1,‎ mars 1982, p. 39-54 (16 pages) (lire en ligne ),